# Белая Русь (партия)

Старый логотип Республиканского общественного объединения «Белая Русь» (2007—2022)

Белая Русь (бел. Белая Русь) — белорусская политическая партия, созданная на основании республиканского общественного объединения «Белая Русь» 18 марта 2023 г., основанного ещё 17 ноября 2007 г. Насчитывает около 180 тысяч членов.
Организация была создана в поддержку Александра Лукашенко и финансируется из госбюджета Беларуси.

## История

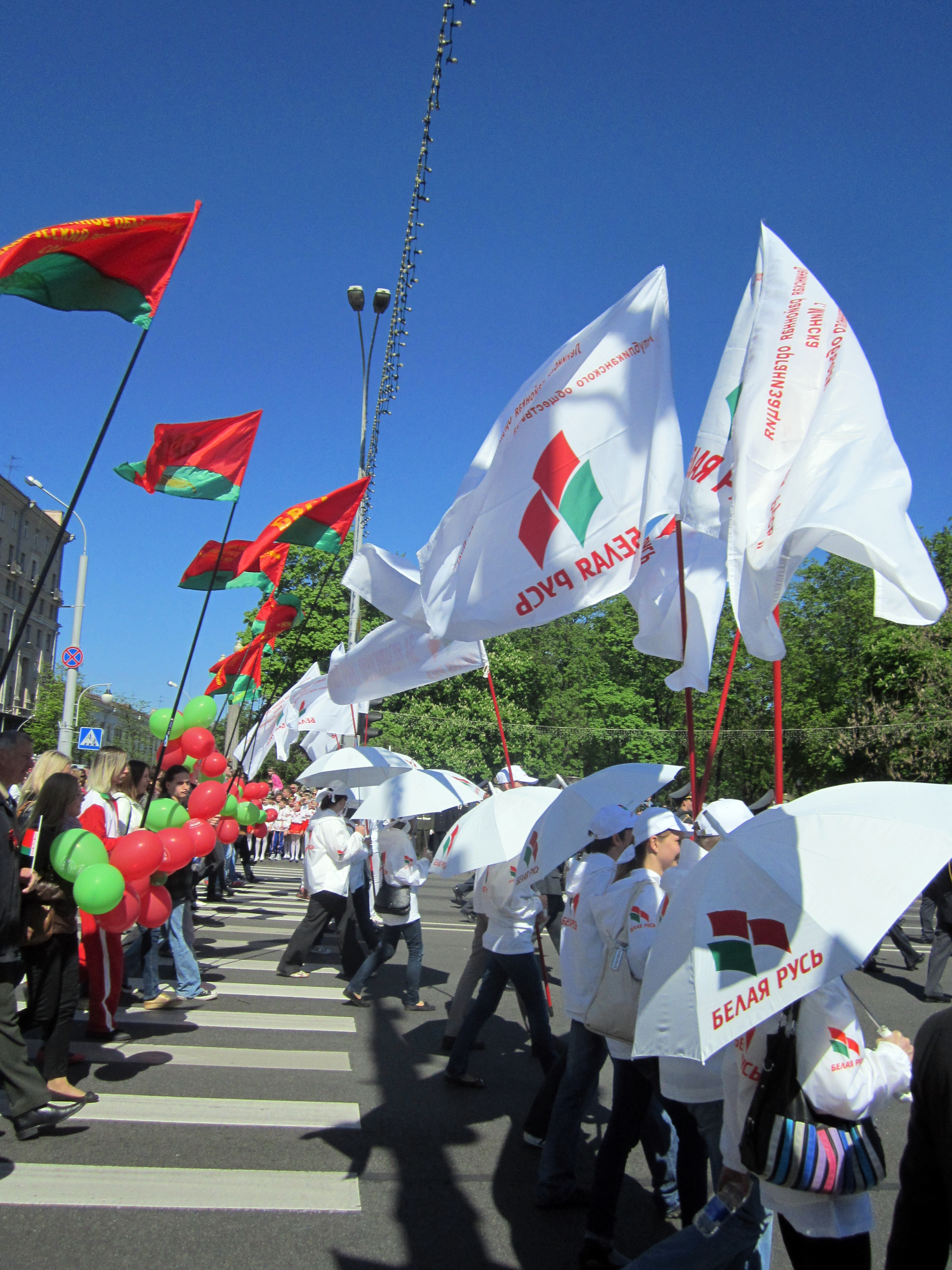
Представители РОО «Белая Русь» на параде в честь Дня Победы. 9 мая 2012, Минск, Проспект Независимости

17 ноября 2007 года состоялся учредительный Съезд, на котором были рассмотрены вопросы о создании Республиканского ОО «Белая Русь» и утвержден устав организации. В учредительном Съезде приняло участие около 470 делегатов и гостей со всех областей страны и города Минска, избран Председатель объединения, а также Республиканский совет, куда вошло 85 человек — это известные политические и общественные деятели, педагоги, врачи, рабочие и служащие, представители государственных органов.
12 декабря 2007 года Министерство юстиции Республики Беларусь зарегистрировало организацию как: Республиканское общественное объединение «Белая Русь».
Республиканское общественное объединение «Белая Русь» было создано в результате реорганизации Брестского областного патриотического общественного объединения «Белая Русь», Витебского областного общественного объединения «Белая Русь», Гомельского областного патриотического общественного объединения «Белая Русь», Гродненского областного общественного объединения «Белая Русь», Минского областного общественного объединения «Белая Русь», Могилевской областной общественной организации «Белая Русь», Минского городского общественного объединения «Белая Русь» путем их слияния и является правопреемником по всем правам и обязанностям каждого из них.
25 октября 2008 года в Малом зале Дворца Республики состоялся I Съезд Республиканского общественного объединения «Белая Русь», в котором приняло участие 380 делегатов из более чем 82 000 членов РОО «Белая Русь» от всех областей Республики и г. Минска. На Съезде было рассмотрено два вопроса: о принятии Программы объединения и о доизбрании членов в Республиканский Совет РОО «Белая Русь». Был одобрен проект Программы.
На начало 2011 года в общественное объединение входили 6 областных, Минская городская, 156 городских, районных (районных в городах), организаций по производственному принципу и 6 276 первичных организаций; членами «Белой Руси» являлось более 112 тысяч человек. Наиболее крупные региональные организации расположены в Минске (более 25 000) и Минской (более 18 500 чел.) области.
В августе 2011 года спикер Совета Республики Анатолий Рубинов заявил: «Вопрос трансформации общественного объединения „Белая Русь“ в политическую партию назрел изнутри». Вскоре такая инициатива шкловской районной организации была поддержана Могилёвским областным советом организации.
В феврале 2023 года было объявлено о намерении преобразовать общественную организацию в политическую партию. В начале марта была опубликована программа будущей партии. Учредительный Съезд партии прошёл в Концертном Зале Минск в 11:43 18 марта 2023 года. Около 1000 делегатов и 15,948 присутствующих на учредительном Съезде единогласно проголосовали за создание новой белорусской политической партии. В президиум первого Съезда вошли 12 человек: политики, специалисты в сферах образования и промышленности, медики, молодежь и журналисты. Учредительный Съезд партии «Белая Русь» принял её Устав и программу. По единогласному решению партию возглавил её же как некогда республиканской общественной организации глава — Романов Олег Александрович.
В июне 2025 года III съезд партии «Белая Русь» избрал председателем партии Ольгу Чемоданову.

## Символика объединения

### Полное визуальное описание флага
Флаг представляет собой прямоугольное полотнище белого цвета с соотношением сторон ½ к 1. В центре полотнища флага, равноудалённо от левой и правой границы, расположено стилизованное изображение трех парусов (два красных и один зелёный) и надпись «Белая Русь» красного цвета шрифтом-курсивом. Соотношение длины надписи и длины флага составляет ½ к 1.

### Семантическое описание флага
Флаг символизирует единство главы государства — Президента Республики Беларусь, белорусского народа и исполнительной вертикали власти (три стилизованных паруса) опирающихся в решении целей и задач, определяемых курсом главы государства, направленным на построение сильной, независимой и процветающей Беларуси, на Республиканское общественное объединение «Белая Русь» (алая надпись БЕЛАЯ РУСЬ, стилизованная под корпус парусника). Белый цвет поля — цвет чистоты, символизирует деятельность общественного объединения на основе принципов законности, добровольности, самостоятельности и гласности. В целом флаг символизирует объединение прогрессивных сил общества, заинтересованных в построении сильной и процветающей Беларуси, социально справедливого общества, основанного на патриотических и духовно-нравственных ценностях белорусского народа.

## Критика
Правозащитниками партия описывается как искусственная и играющая роль имитации демократических выборов президента.